# Despre tine
Despre tine è il terzo e ultimo singolo degli O-Zone, estratto dall'album DiscO-Zone, pubblicato su vinile nel 2002.
Questo singolo ha avuto un successo europeo quasi come Dragostea din tei, piazzandosi al 6º posto della classifica delle hit Top de Pops.

## Video musicale
Il video vede la boyband ballare in discoteca. Nei primi secondi del filmato è possibile sentire il ritornello di Voulez-Vous degli ABBA.